# Wei Zheng

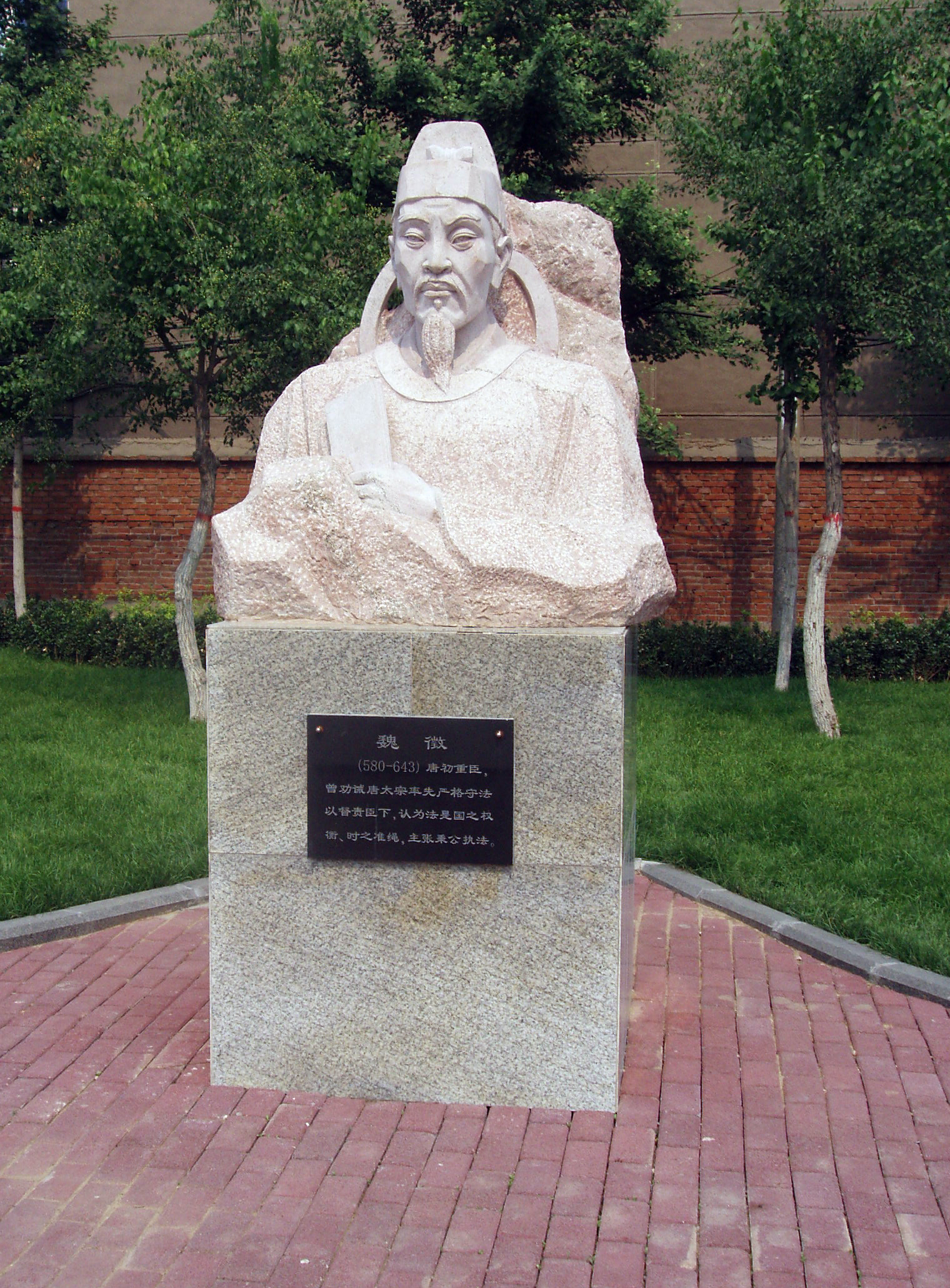
Wei Zheng

Wei Zheng (魏徵,  Wèi Zhēng; * 580; † 643) war ein chinesischer Politiker und Berater chinesischer Kaiser.

## Leben
Wei Zheng entsprang einer Familie kleiner Funktionäre im heutigen Hebei, die zunächst den nördlichen Wei diente und später den nördlichen Qi.

### Vom Berater unter Li Mi zu Li Jiancheng
Er selbst diente als einflussreicher Berater im persönlichen Stab des ehrenwerten Rebellen Li Mi, der sich schließlich den Tang unterwarf. So wurde er dem persönlichen Stab von Li Jiancheng zugewiesen, dem Erstgeborenen und offiziellen Erben von Kaiser Gaozu, der den Anspruch seines Sohnes Li Shimin auf den Thron sehr fürchtete. Li Jiancheng wurde von Li Shimin 626 während des Angriffs am Xuanwu-Tor ermordet.

### Reichsberater unter Taizong
Li Shimin, der nun Kaiser Taizong geworden war, wollte einige Zeit später wissen, warum Wei Zheng sich mit Li Jiancheng gestritten hatte. Wei antwortete daraufhin mit seiner bekannten Freimütigkeit, dass Li Jiancheng seinen Aktionsplan nicht angenommen hatte und dass er nicht besiegt worden wäre, hätte er diesen befolgt. Li Shimin, von dieser Offenherzigkeit betroffen und im Bewusstsein der Laufbahn und der Fähigkeiten von Wei Zheng, entschied ihn zu verschonen und in seine Mannschaft aufzunehmen: Wei Zheng wurde entschädigt, erhielt einen Adelstitel und wurde zum Reichsberater ernannt.
Durch diese grundlegende Wandlung machte der neue Kaiser Taizong aus dem ehemaligen Berater des großen Rebellen Li Mi sowie seines Bruders und Widersachers Li Jiancheng den lebenden Beweis einer erfolgreichen Wiedereingliederung von ehemaligen Rebellen. Taizong ernannte ihn zum Botschafter in der nordöstlichen Ebene, wo sich noch zahlreiche Rebellen hielten. Seine weithin bekannte Vergangenheit, sein diplomatisches Auftreten sowie seine erneute Eingliederung und Aufstieg machten aus Wei Zheng den idealen Botschafter, um auch die letzten Rebellen davon zu überzeugen sich Tang im Austausch gegen Ämter und verantwortungsvolle Positionen zu unterwerfen.

## Moralische Instanz des Kaisers
Zurück in Chang’an wurde er die moralische Instanz des Kaisers, die sich niemals scheute dem Kaiser Taizong eine flammende Zurechtweisung zu erteilen. Im Jahre 637 erbat Taizong eine vergleichende Kritik zwischen seiner jüngsten Regierungszeit und seinen anfänglichen Jahren im Amt und Wei Zheng verkündete spontan:

« Avant que l'Empire soit pacifié, vous faisiez de la droiture et de la vertu des notions centrales de votre action. Maintenant, pensant que l'Empire est sans problèmes, vous êtes progressivement devenus arrogant, dépensier, et suffisant. »

## Projektleitung: das 'Neue Buch der Riten', Dynastiegeschichte etc.
Wei Zheng leitete gleichfalls Wissens-Großprojekte, wie beispielsweise die Kompilierung eines Nouveau Livre des Rituels (Deutsch: Neues Buch der Riten (新禮 Xin Li, oder 貞觀禮  Zhenguan Li)), das er Taizong 636 vorstellte. Des Weiteren war er gemeinsam mit Fang Xuanling für die Zusammenstellung der Dynastiegeschichten (13) (Histoires officielles des dynasties) der vorangegangenen Dynastien Sui und Chen verantwortlich.

## Bewertung und historische Einordnung
In den Augen der Historiker und Konfuzianer späterer Zeiten wurde Wei Zheng und die Beziehung Wei Zheng/Taizong weitgehend bewundert und beschönigt. Die Offenherzigkeit und der gegenseitige Respekt, die Rolle der konfuzianischen Überzeugung des Kaisers, das Zuhören von Taizong wurden als charakteristisch für diese idealisierte Zhenguan-Periode (貞觀之治) herausgestellt, wenn man bedenkt, dass seine Beraterrolle hoch eingestuft wurde, während er tatsächlich stets von Ämtern mit konkreter Macht ausgeschlossen wurde. Seine symbolische Rolle war letztendlich wichtiger als sein Handeln und seine tatsächliche Macht.